# Yun Ok-hee
Dans ce nom, le nom de famille, Yun, précède le nom personnel.
Yun Ok-hee est une archère sud-coréenne née le 1er mars 1985.

## Palmarès

### Jeux olympiques
- Jeux olympiques de 2008 à Beijing
  -  Médaille d'or au concours par équipes
  -  Médaille de bronze au concours individuel

### Jeux asiatiques
- Jeux asiatiques de 2006 à Doha
  -  Médaille d'or au concours par équipes
  -  Médaille d'argent au concours individuel